# (7267) Victormeen
(7267) Victormeen ist ein Asteroid des Hauptgürtels, der am 23. Februar 1943 von der finnischen Astronomin Liisi Oterma am Observatorium (Iso-Heikkilä Observatorium) der Universität Turku (IAU-Code 062) entdeckt wurde. 
Benannt wurde der Asteroid nach dem kanadischen Geologen und Mineralogen Victor Ben Meen (1910–1971), dem Entdecker des Pingualuit-Kraters in Québec, Kanada. Die Benennung erfolgte am 27. Mai 2010.